# GameZone
Ne doit pas être confondu avec Game Zone.
GameZone est un site web américain spécialisé dans le domaine du jeu vidéo créé en 1994. La couverture quotidienne de GameZone comprend des nouvelles, des critiques, des avant-premières, des guides et des éditoriaux. Le site couvre le jeu vidéo, la culture du jeu et les films.

## Historique
GameZone a été fondé au début de 1994 à Livonia dans le Michigan par Jeff et Kathy Connors comme GameZone Online. Bien que GameZone Online reste le nom officiel du site Web, le nom est généralement abrégé en GameZone.

## Couverture
GameZone couvre toutes les plateformes de jeu courantes. Le site Web a des pages pour la Xbox One, PlayStation 4, Xbox 360, PlayStation 3, Wii, PlayStation 2, Xbox, GameCube, PC, PlayStation Portable, Game Boy Advance, et la Nintendo DS. De plus, GameZone offre une couverture des jeux MMOG et mobiles. Les archives de revue de GameZone sont actuellement la troisième plus grande sur GameRankings,  et 4e plus grande parmi tous les sites Web et publications imprimées.[réf. nécessaire] Le site Web de GameZone répertorie près de 30 évaluateurs, mais le site Web ne fait pas de distinction entre le personnel interne et les pigistes.